# سيكاد مستدير
سيكاد مستدير (الاسم العلمي:Cycas circinalis) هي نوع من النباتات يتبع جنس السيكاد من فصيلة السيكادية.